# The Legend of Kyrandia
 (octobre 2016).
Si vous disposez d'ouvrages ou d'articles de référence ou si vous connaissez des sites web de qualité traitant du thème abordé ici, merci de compléter l'article en donnant les références utiles à sa vérifiabilité et en les liant à la section « Notes et références ».
The Legend of Kyrandia, parfois titré Fables & Fiends: The Legend of Kyrandia - Book One, est un jeu d'aventure de Westwood Studios sorti en 1992. Il se déroule dans un univers fantasy .
The Legend of Kyrandia désigne aussi la trilogie formée avec les deux suites de ce jeu que sont The Hand of Fate et Malcolm's Revenge.

## Synopsis
Dans ce premier opus, l'aventure se déroule sur Kyrandia, un royaume s'étendant sur une île enchantée. Un pacte magique liait depuis des siècles le royaume des humains à celui de "l'autre royaume", la Nature, et reconnaît pour chacun un respect mutuel.
Malcolm, bouffon de la cour, maléfique et meurtrier, a provoqué la destruction de cet équilibre. Kallak, un puissant magicien, a pu l'arrêter et l'emprisonner par un sortilège. Kyrandia n'était plus, mais chacun continua sa vie. Cependant, Malcolm réussit à s'échapper de sa prison. L'espoir de le stopper à nouveau a été compromis par la transformation en pierre de Kallak, sort qui se retournera contre lui lors du combat final.
Le joueur y incarne Brandon, prince perdu de Kyrandia dont les parents ont été assassinés par Malcolm, le bouffon diabolique.

## Personnages
- Brandon, le héros, un jeune homme sans soucis vivant en haut d'un arbre avec son grand-père.
- Kallak, le grand-père de Brandon qui a adopté ce dernier depuis la mort de ses parents.
- Malcolm, bouffon fou et cruel possédant de puissants pouvoirs magiques.
- Face d'Arbre, messager de la Nature qui apparait dans la maison de Brandon.
- Brynn, douce prêtresse, membre des Mystiques.
- Merith, petit garçon espiègle.
- Hermann, l'homme a tout faire et ami de Brandon.
- Darm, vieux magicien dur d'oreille, membre des Mystiques.
- Brandywine, le dragon domestique de Darm.
- Nolby, vieil homme paresseux.
- Feu Follet, deux boules de lumières mauve vivant dans un labyrinthe.
- Zanthia, femme alchimiste, membre des Mystiques.
- Roi William (Guillaume dans la version française de cet opus), père de Brandon.
- Reine Katherine, mère de Brandon.

## Accueil
- Adventure Gamers : 4/5[2]